# Clara City
Clara City é uma cidade localizada no estado americano de Minnesota, no Condado de Chippewa.

## Demografia
Segundo o censo americano de 2000, a sua população era de 1393 habitantes.
Em 2006, foi estimada uma população de 1350, um decréscimo de 43 (-3.1%).

## Geografia
De acordo com o United States Census Bureau tem uma área de
4,9 km², dos quais 4,9 km² cobertos por terra e 0,0 km² cobertos por água. Clara City localiza-se a aproximadamente 322 m acima do nível do mar.

## Localidades na vizinhança
O diagrama seguinte representa as localidades num raio de 24 km ao redor de Clara City.